# Eustace Budgell
Eustace Budgell (19 de agosto de 1686 – 4 de mayo de 1737) fue un escritor y político inglés.
Nacido en St Thomas, cercano a Exeter, Budgell se educó en la Universidad de Oxford. Su primo, el escritor Joseph Addison, lo llevó a Irlanda y le consiguió un lucrativo empleo. Sin embargo, cuándo realizó una sátira escrita sobre el Virrey,  perdió su posición.
Asistió a Addison con su revista, The Spectator (1711), escribiendo 37 números donde imita el estilo de Addison con algún éxito. Entre 1715 y 1727, fue representante en el Parlamento de Irlanda.
Budgell, quién era vanidoso y vengativo, pasó una mala racha;  perdió una fortuna en la Compañía del Mar del Sur y estuvo acusado de falsear el testamento del Dr. Matthew Tindal para beneficiar a su sobrino, Nicolas Tindal. 

Se suicidó arrojándose de un barco en el Puente de Londres.